# 三益半導体工業
三益半導体工業株式会社（みますはんどうたいこうぎょう、英: MIMASU SEMICONDUCTOR INDUSTRY CO.,LTD.）は、群馬県高崎市に本社を置くシリコンウェハーなどの半導体材料加工メーカーである。信越化学工業の子会社。

## 沿革
- 1969年6月 - 設立。
- 1986年1月 - 株式公開。
- 2008年 - 業種が卸売業から金属製品に変更。
- 2024年
  - 8月 - 筆頭株主の信越化学工業が株式公開買付けを実施。議決権所有割合ベースで同社の持株比率が88.37%となり、同社が親会社となる。
  - 11月 - 東京証券取引所プライム市場上場廃止。株式併合により信越化学工業の完全子会社となる[1]。